# Hans Leberle
Hans Leberle (* 29. August 1878 in München; † 16. August 1953 in Garmisch-Partenkirchen) war ein deutscher Brauwissenschaftler.
Leberle begann seine berufliche Laufbahn 1909 als Leiter des Feuerungstechnischen Labors der Akademie Weihenstephan. Von 1918 bis zu seiner Emeritierung 1949 war er Professor an der Akademie. 1927 stellte er der Öffentlichkeit ein Verfahren zum Brauen des so genannten Champagner-Weizens vor.
Für seine Verdienste wurde Leberle von der Stadt Freising zum Ehrenbürger ernannt.

## Schriften (Auswahl)
- Abriß der Bierbrauerei. Enke, Stuttgart 1937.
- Die pneumatische Mälzerei. In: Samuel E. Bring (Red.): Hyllningsskrift till Bertil Almgren på sextioårsdagen den 26 december 1938. Almqvist & Wiksells, Stockholm 1938, S. 145–162.